# Bartholome Bänziger
Bartholome Bänziger (* 16. Mai 1810 in Heiden AR; † 13. Januar 1874 in Ravensburg; heimatberechtigt in Heiden) war ein Schweizer Fabrikant aus dem Kanton Appenzell Ausserrhoden.

## Leben
Bartholome Bänziger war ein Sohn von Ratsherr Bartholome Bänziger und Elsbeth Bänziger geborene Bischofberger. 1833 heiratete er in erster Ehe Katharina Tobler, eine Tochter von Ratsherr Hans Konrad Tobler. 1855 heiratete er in zweiter Ehe Sophie Margaretha Braun, eine Tochter von Johannes Braun.
Der als Textilunternehmer tätige Bartholome Bänziger führte in den 1830er Jahren mit dem Bau der sogenannten Neuen Fabrik in Heiden die Jacquardweberei ein. 1860 erwarb er in Schornreute bei Ravensburg eine Weberei und wandelte sie zur Appretur und Bleicherei um, die er bis zu seinem Tod leitete.
Von 1843 bis 1848 und später nochmals von 1852 bis 1858 war Bartholome Bänziger Ratsherr in Heiden. In der Zwischenzeit, von 1851 bis 1852, war er Ausserrhoder Landrat, das heisst Mitglied des Kantonsparlaments. 1847 wurde er als Oberst im Sonderbundskrieg verwundet.